# Cañón de las Buitreras
El cañón de las Buitreras es un cañón que se encuentra dentro de la comunidad autónoma de Andalucía, España, en la provincia de Málaga, concretamente en la zona geográfica de la Serranía de Ronda. Es una garganta profundísima que ha labrado el río Guadiaro, entre la Estación de Cortes de la Frontera y El Colmenar o Estación de Gaucín. La Junta de Andalucía declaró el 1 de octubre de 2003 un área de 21.88 ha como monumento natural.

## Acceso
Para llegar hasta este desfiladero, lo mejor es ir a El Colmenar o Estación de Gaucín y subir siguiendo el trazado de la vía férrea, que también ofrecerá al visitante sorpresas interesantes. Existe otro camino de interés para llegar a este paraje natural y es por la Cañada del Real Tesoro o Estación de Cortes de la Frontera. Después de atravesar esta pequeña pedanía perteneciente a Cortes de la Frontera tiene usted que llegar a la presa río Guadiaro, allí seguirá la dirección marcada por la vía férrea. Un sendero acondicionado le conducirá a este espectacular desfiladero. Por el camino se pueden encontrar peculiares animales como cabras monteses y buitres. La descripción de la ruta y el track GPS se encuentra en Wikiloc tanto en su variante senderista por arriba del cañón, como en su variante barranquista por el cauce del cañón, donde también se hace referencia a numerosa información, fotos y vídeos que ayudarán al visitante.

## Valor natural
El Cañón de las Buitreras, sin temor a equivocarnos, es quizás con el complejo de Hundidero-Gato, y el Tajo de Ronda, lo más espectacular de la Serranía de Ronda. Una estrecha grieta en la roca, con paredes verticales que superan por algunos sitios los 100 metros, por cuyo fondo discurre el río Guadiaro. Es una excursión que no requiere experiencia ni demasiada preparación física. En tiempo de crecida es mejor no recorrer el cauce, ya que no es la primera vez que tiene que acudir Protección Civil a socorrer excursionistas.